# طابع الدمغة الجمركي

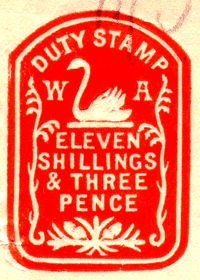
طابع بريدي مختوم من غرب أستراليا بقيمة إحدى عشر شلنًا وثلاثة بنسات، ق. 1907

طابع الرسوم الجمركية المطبوع أو طابع الضريبة المدموغ هو شكل من أشكال طابع الإيرادات الذي ينشئ عن طريق طبع (نقش) طابع على مستند باستخدام قالب معدني لإظهار أن الرسوم الجمركية (الضريبة) المطلوبة قد دفعت. استخدمت الطوابع لجمع مجموعة واسعة من الضرائب والرسوم بما في ذلك رسوم الطوابع والرسوم على الكحول والمعاملات المالية والإيصالات والشيكات ورسوم المحكمة. وقد انتشر استخدامه في جميع أنحاء العالم ولكنه كان كثيفًا بدرجة خاصة في المملكة المتحدة والكومنولث البريطاني.
يجب التمييز بين طوابع الرسوم المطبوعة وطوابع الإيرادات اللاصقة التي يتم تطبيقها على المستندات بنفس الطريقة التي يتم بها تطبيق طابع البريد على الرسالة.

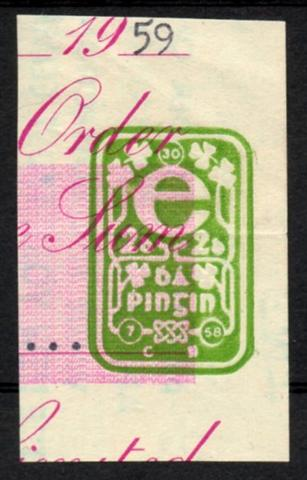
طابع جمركي أيرلندي يعود تاريخه إلى عام 1959 مطبوع على جزء من شيك

## التاريخ في المملكة المتحدة
في المملكة المتحدة استخدم أول طابع بريدي مطبوع بعد إدخال ضريبة الطوابع في قانون الطوابع لعام 1694 وهو قانون لمنح جلالة الملك العديد من الرسوم على ورق الرق والبرشمان والورق العادي لمدة 10 سنوات من أجل الاستمرار في الحرب ضد فرنسا (5 و6 وصية ومارس ج 21). وتتراوح الرسوم من بنس واحد إلى عدة شلنات على عدد من الوثائق القانونية المختلفة بما في ذلك وثائق التأمين والوثائق المستخدمة كدليل في المحاكم. وقد جمع البرنامج حوالي 50 ألف جنيه إسترليني سنويا، ومع أنه كان في البداية إجراء مؤقتا فقد أثبت نجاحه إلى حد أن استخدامه استمر.
وقد أدت القوانين المتعاقبة إلى إنشاء رسوم جديدة حتى يومنا هذا، كما استخدمت طوابع الرسوم الجمركية حتى وقت قريب لجمع الضرائب، ثم أصبحت الطرق الإلكترونية هي السائدة الآن.
فرضت الضريبة من خلال جعل المستندات غير قابلة للتنفيذ في المحكمة إذا لم تختم بشكل صحيح. وكانت الضريبة إما مبلغًا ثابتًا لكل وثيقة أو قيمة حيث كانت الضريبة تختلف وفقًا لقيمة المعاملة الخاضعة للضريبة.
أصدر الطوابع الأولى مجلس مفوضي الطوابع الذي أنشئ حديثًا. عين موزعين للطوابع في جميع أنحاء البلاد. وفي وقت لاحق أصبح الشاعر ويليام وردزوورث هو الموزع في ويستمورلاند. ثم نقشت الطوابع على الوثيقة مباشرة في البداية بدون أي حبر (المعروف باسم الألبينو )، وفي وقت لاحق باستخدام اللون. في حالة الرق طبق الختم أولاً على الورق الذي لصق على الوثيقة باستخدام الغراء وشريط معدني من الصفيح.

## الاستخدام في جميع أنحاء العالم

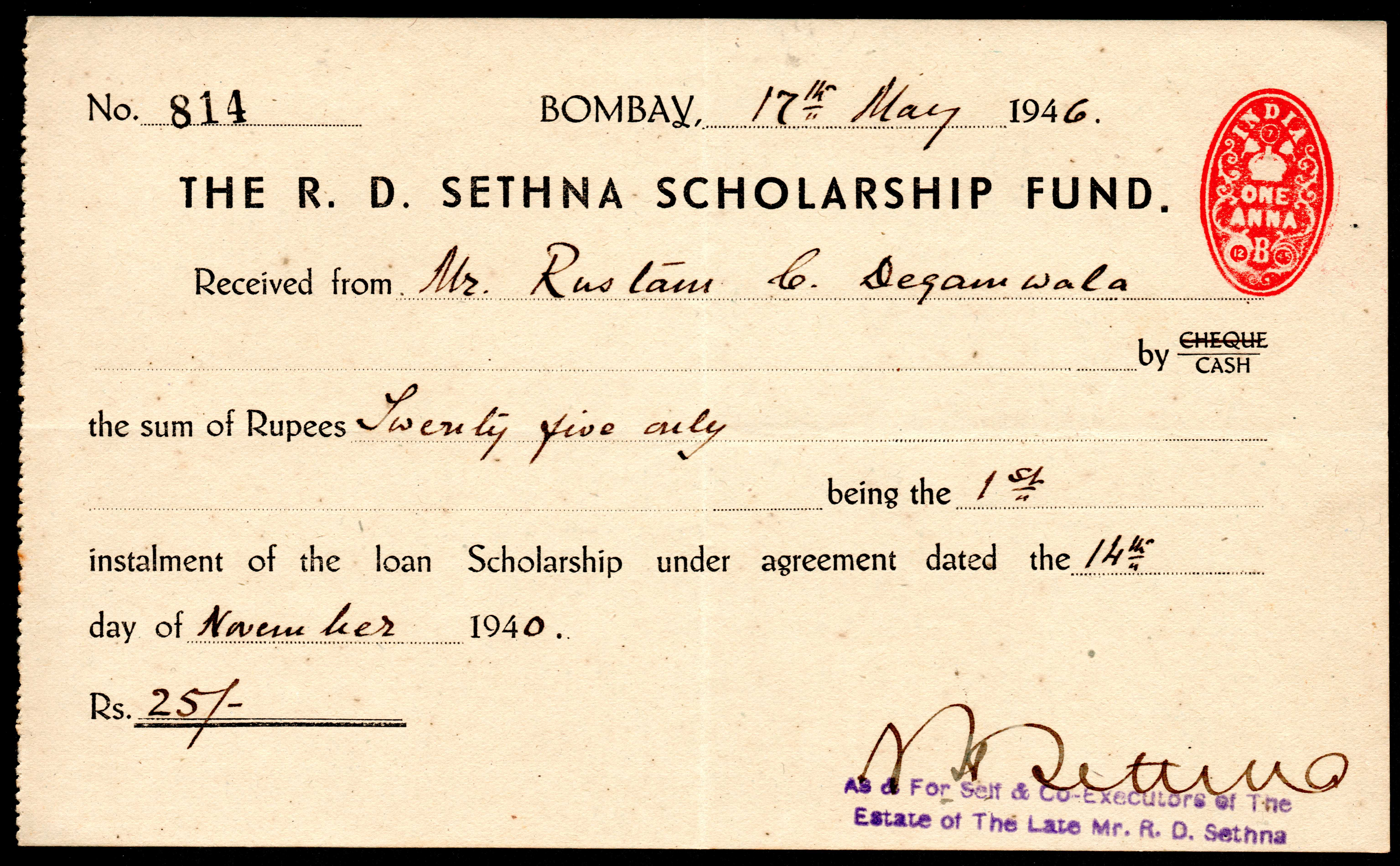
إيصال هندي عام 1946 يحمل طابعًا جمركيًا مطبوعًا

كان استخدام الطوابع في المملكة المتحدة ناجحًا جدًا لدرجة أنهم قاموا باعتماد نفس النموذج قريبًا في بقية الإمبراطورية البريطانية. وقد استخدمت الطوابع أيضًا في العديد من البلدان الأخرى.

## عدادات الإيرادات
في العديد من البلدان استبدلت الطوابع المطبوعة بأجهزة قياس الإيرادات لأنها أكثر كفاءة ويطبق الطابع بشكل أسرع. تعمل مثل آلة ختم العدادات ويصنعها العديد من الشركات نفسها على سبيل المثال بيتني باوز ونيوبوست.

## قوالب النقش الزائد

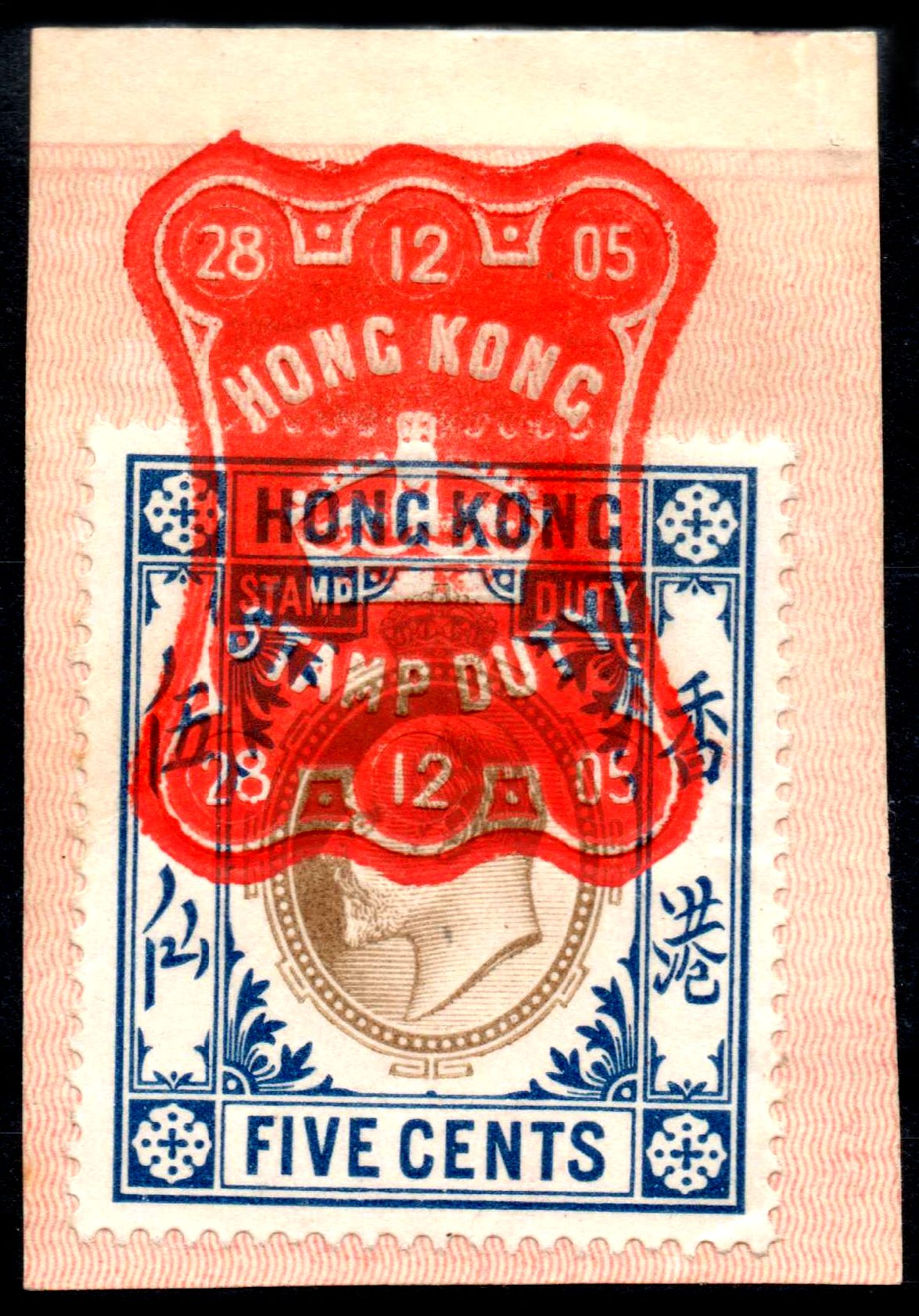
علامة نقش بارز باللون الأحمر بتاريخ 28 ديسمبر 1905 على طابع بريدي بقيمة 5 سنتات لضريبة الدمغة في هونج كونج

قد يخلط بين قوالب النقش الزائد وطوابع الرسوم المطبوعة حيث يبدو أنها متشابهة. في الواقع تطبق على طوابع الإيرادات اللاصقة لإلغاء الطابع وربط الطابع بالوثيقة التي وضع عليها. غالبًا ما تكون باللون الأحمر وعادةً ما تتضمن التاريخ في الجزء العلوي والسفلي من القالب وتنتج باستخدام نفس الطريقة المستخدمة في طوابع الرسوم المطبوعة. إنها لا تظهر عادة أي قيمة لأنها ليست طوابع ولكن في بعض الحالات تعدل قوالب النقش الزائد لتشمل قيمة وتعمل كطوابع، على سبيل المثال في بينانغ وسنغافورة ومالاكا. في عام 1901 أنتج دي لا رو تقريرًا قصيرًا عن ختم المستندات والذي أوضح مزايا وعيوب الطرق المختلفة للختم وتضمن عينة من النقش البارز على طابع إمبراطورية.

## طوابع الإيرادات المطبوعة مسبقًا

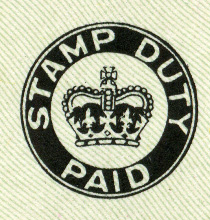
علامة "دفعت الرسوم الجمركية" التي ظهرت على الشيكات البريطانية من عام 1956 إلى عام 1971 عندما تم إلغاء الضريبة على الشيكات

طابع الإيرادات المطبوع مسبقًا هو نوع من طوابع الإيرادات حيث يدمج الطابع في تصميم المستند وطباعته في نفس وقت طباعة بقية المستند. إنها تختلف عن طوابع الرسوم المطبوعة في أنها ليست مطبوعة ولا منقوشة. غالبًا ما تضمن طوابع الإيرادات المطبوعة مسبقًا في تصميم الشيكات لتجنب الحاجة إلى ختم كل شيك على حدة. كما أنها موجودة ضمن تصميم شهادات الأسهم وهي تشبه الطوابع المطبوعة في المجال البريدي دون النقش البارز الموجود هناك أحيانًا. إنها تشبه أيضًا الورق المختوم ولكن على عكس الورق المختوم حيث يكون الطابع كبيرًا عادةً وبقية الورقة فارغة، فإن طابع الإيرادات المطبوع مسبقًا يكون عادةً جزءًا صغيرًا فقط من المستند وربما يظهر في الزاوية، وغالبًا لا يكون أكبر من طابع البريد النموذجي.
في المملكة المتحدة ظهر طابع بريدي مسبق الطبع بدون قيمة محددة على الشيكات الصادرة عام 1956 يحمل عبارة "تم دفع رسوم الطوابع"، مما منع الحاجة إلى نقش كل شيك على حدة بطابع بريدي كما كان الحال في السابق. 

## قراءة إضافية
- باربر، ويليام أ. و أ. فرانك براون. طوابع الرسوم الجمركية المطبوعة في أيرلندا: كتالوج أسعار الطوابع الضريبية غير اللاصقة المنقوشة (منذ عام 1774 وحتى الوقت الحاضر) . الطبعة الثانية. تشيسابيك، فرجينيا: ويليام أ. باربر، 2004.(ردمك 0-9613725-5-9)رقم ISBN 0-9613725-5-9
- باربر، واشنطن، وأ. فرانك براون وجوزيف شونفيلد. طوابع الرسوم الجمركية المطبوعة لبريطانيا العظمى: كتالوج أسعار الطوابع الضريبية غير اللاصقة المنقوشة (منذ عام 1694 وحتى الوقت الحاضر) . الطبعة الثالثة. تشيسابيك، فرجينيا: ويليام أ. باربر، 1998.(ردمك 0-9613725-4-0)رقم ISBN 0-9613725-4-0
- باربر، واشنطن طوابع الرسوم الجمركية المطبوعة للإمبراطورية الاستعمارية البريطانية . طبعة محدثة. تشيسابيك، فرجينيا: ويليام أ. باربر، 2009.(ردمك 978-0-9613725-8-3)رقم ISBN 978-0-9613725-8-3
- باربر، واشنطن العاصمة وAF براون. ملصقات الشيفرة الملكية لبريطانيا العظمى وأيرلندا والمستعمرات (1701-1922).
- تقرير عن ختم المستندات . لندن: توماس دي لا رو وشركاه المحدودة، 1901.
- سميث، دينجل وديف إلسمور. طوابع الرسوم الجمركية المطبوعة في فيكتوريا . جمعية الإيرادات في بريطانيا العظمى ، 2006.

## روابط خارجية
- الإيرادات المنقوشة في Onder de Loupe. تم أرشفته هنا.